# 穿靴子的猫 (电影)
《鞋貓劍客》是一套於2011年由梦工厂动画制作的3D冒险喜剧片，由克里斯·米勒执导。。
本片是《史瑞克系列》的外传兼前傳，而本片的主角皮靴貓首次出现在2004年電影《史瑞克2》中，安東尼奧·班德拉斯回歸演出鞋貓。
《鞋貓劍客》發行後獲得影評家普遍正面的評價，票房收入達 5.55億美元。該片奪得第38屆土星獎最佳動畫獎，在第84屆奧斯卡金像獎獲得最佳動畫長片提名，第39屆安妮獎亦獲得9項安妮獎提名。續集《鞋貓劍客2》於2022年12月21日在美國上映。

## 剧情
皮靴貓是說西班牙語的擬人化貓，以腳踏長靴、劍法一流，一向行俠仗義而聞名世間，然而他同時也是名逃犯，尋求恢復他失去的榮譽。某日他獲知兇殘的亡命之徒傑克與吉兒擁有擁有他尋找已久、絕迹了幾個世紀的傳說魔豆，這種魔豆可以將他帶到一座傳說中的巨人城堡，裡面藏有珍貴的金鵝蛋。當皮靴貓在傑克與吉兒的藏身處竊取魔豆時，遇見了受雇於蛋頭亞歷山大、名為「Q手吉蒂」的母貓。蛋頭亞歷山大是顆會說話的蛋，同時是皮靴貓疏遠多年、同為孤兒院的養母伊美達撫養長大的兒時好友。皮靴貓向吉蒂透露他的身世經歷，還有蛋頭當年誘騙皮靴貓在他的家鄉聖里卡多搶劫銀行並背叛他，造成皮靴貓被迫逃亡的事蹟。蛋頭最終說服皮靴貓和他們一起尋找魔豆並取回金蛋，儘管皮靴貓只接受因為蛋頭的緣故讓他虧欠聖里卡多、償還的人情債。
皮靴貓與吉蒂互生好感，雖然他對蛋頭當年的背叛行為懷恨在心，但隨著三人組從傑克與吉兒那裡竊取魔豆並將它們種在沙漠中，他慢慢地對蛋頭產生了正面觀感。三者藉著魔豆茁壯的豆莖進入雲層，潛入巨人的城堡，蛋頭在那裡向皮靴貓透露巨人很久以前就逝世了，但是他們還是要避開守護金蛋的巨鵝。他們很快意識到金蛋的重量過於沉重、以至於妨礙他們的行動，當他們在看到鵝下了微型金蛋後，轉而決定偷走這隻巨鵝的小鵝，設法逃離城堡並砍下了豆莖。慶祝過後，這群人遭到傑克與吉兒的伏擊，皮靴貓則被打暈了。
醒來的皮靴貓誤認蛋頭和吉蒂遭到綁架，遂追蹤傑克與吉兒的馬車返回聖里卡多，但在抵達當地後，才知道這場「綁架」其實是精心設計的騙局，原來吉蒂、傑克、吉兒都是受雇於蛋頭的成員，而蛋頭則因為皮靴貓在多年前的搶劫失敗事件中拋棄了他，正摩拳擦掌準備報復皮靴貓。被鎮上民兵包圍的皮靴貓見到當年照顧他與蛋頭的養母伊美達，在伊美達的懇求下正式自首，鋃鐺入獄。蛋頭則因為將金蛋的財富帶給市民而被譽為英雄。
被囚禁在監獄期間，皮靴貓認識同為階下囚的安迪，兩者成功合作逃出監獄，當他們到達鎮郊時，蛋頭和小鵝被從坍塌的橋上撞下來，但設法掛在皮靴貓捉住的繩子上。當皮靴貓意識到無法拯救他們時，蛋頭為了讓皮靴貓能夠掌握逃生機會，放手犧牲了自己。在一次致命的撞擊之後，貓貓發現蛋頭是他殼下的一個大金蛋。巨鵝與她的小鵝重逢，她將蛋頭的金蛋遺骸帶回了巨人的城堡。
儘管皮靴貓拯救了小鎮並被市民譽為英雄，但是他在民兵眼中仍然是逃犯。皮靴貓與伊美達重逢，伊美達表達了她對皮靴貓的驕傲和愛，然後皮靴貓帶著吉蒂逃走了，但是後者開玩笑地偷走了他的靴子，趁機逃跑了。故事尾聲，傑克與吉兒正在養傷，蛋頭的靈魂以正常形態穿著金蛋服裝，帶著金鵝在母親的背上跳舞，皮靴貓和吉蒂終於相互接吻。

## 配音員
| 配音                         | 配音          | 配音          | 角色                                    |
| 美國                         | 台灣          | 香港          | 角色                                    |
| ---------------------------- | ------------- | ------------- | --------------------------------------- |
| 安东尼奥·班德拉斯            | 陳旭昇        | 古明華        | 皮靴貓（Puss in Boots）                 |
| 查克·葛里芬納奇              | 林郁智        | 張智霖        | 蛋頭亞歷山大（Humpty Alexander Dumpty） |
| 莎瑪·希恩                    | 徐若瑄        | 鄭家蕙        | Q手吉蒂（Kitty Softpaws）               |
| 比利·鮑伯·松頓 艾米·希德莉斯 | 孫德成 杜素真 | 葉振聲 林丹鳳 | 傑克與吉兒（Jack and Jill）             |
| 康絲塔絲·馬里                | 王華怡        | 馮婉儀        | 伊美達（Imelda）                        |
| 吉勒摩·戴托羅                | 宋克軍        | 譚漢華        | 司令（Comandante）                      |
| 麥克·米切尔                  | 孫中台        | 黎家希        | 安迪（Andy "Jack" Beanstalk）           |

## 制作
早在2004年《史瑞克2》上映后，主创就有了拍摄本片的计划。作为《史瑞克2》引申出来的作品，原本计划是于2008年制作成直接发行DVD的电影。不过到了2006年，主创决定拍成公映的作品。
在2010年《史瑞克快樂4神仙》上映后，本片开始制作。在2010年早期，Banderas在一次采访中透露，他已决定担任为主角的配音工作。在2010年晚期，《羊男的迷宮》导演葛雷摩·戴托羅已经签约担任本片的执行制片人。除了長靴貓，本片也诞生了一些新的角色。编剧之一 David H. Steinberg 表示“本片不会与《史瑞克》的故事发生重叠”。
原来本片是11月4日上映的，后来提前一周调整到10月28日公映。女神卡卡 的2011年冠軍專輯《Born This Way》中的歌曲〈美國夢 Americano〉在電影中作為預告歌曲，在「Save the Last Dance Scene」，在預告「Save the Last Dance Scene」時播放，並且獲得熱烈好評。

## 评价
媒体综评65分，爛番茄根據155條評論，本片獲得86%的新鮮度，平均得分6.9/10，觀眾投票獲得67%的分數，平均得分為3.6／5；在Metacritic上，本片獲得65分；Yahoo影评人B-，观众评分B+，IMDB得6.7。大多数人给予好评。
美媒评价：“不论是生动的3D视觉观感，还是出色的动作设计，以及梦工厂惯有的萌贱幽默，都让影片老少皆宜”，“色彩艳丽、伶俐机智、幽默诙谐，即便是动画电影其动作设计亦无夸张的嫌疑，反而具备舞蹈的韵律”，“影片是如此的搞笑并富有魅力，相信每一个观众都无从抗拒，并迫不及待试图投入这个猫咪的世界”。

## 票房
美国首周末三天收获3400万美圆名列第一，超过2006年《电锯惊魂3》的3360万创造了新的万圣节票房记录。第二周末收3303万蝉联冠军，累计7550万。